# والتر فولجير براون
والتر فولجير براون (بالإنجليزية: Walter Folger Brown)‏ هو سياسي أمريكي، ولد في 31 مايو 1869 في ماسيلون في الولايات المتحدة، وتوفي في 26 يناير 1961 في توليدو في الولايات المتحدة. حزبياً، نشط في الحزب الجمهوري.